# Neopalame digna
Neopalame digna là một loài bọ cánh cứng trong họ Cerambycidae.